# Дулсе Марија Лојназ
Дулсе Марија Лојназ Муњоз (шп. Dulce María Loynaz Muñoz; Хавана, 10. децембар 1902. – Хавана, 27. април 1997) била је једна од најутицајнијих песникиња кубанске књижевности, чији су радови оставили неизбрисив траг у шпанској и латиноамеричкој литератури.
Њено стваралаштво, које обухвата поезију, прозу и есеје, дубоко је укорењено у кубанској традицији, али истовремено има универзалне теме љубави, патријархата, самоће и интроспекције. Добитница је престижне награде Сервантес 1992. године, као признање за њен значај у светској књижевности. Њено животно дело било је прожето књижевним радом, културним ангажманом и страственом љубављу према уметности и знању.

## Биографија
Лојназ је рођена је у Хавани 10. децембра 1902. године. Породица Лојназ имала је дубоке корене у кубанској историји, а њен отац, Енрике Лојназ дел Кастиљо, био је генерал Ослободилачке војске, док је њена мајка, Марија де лас Мерцедес Муњоз Сањудо, била уметничка душа која је неговала љубав према музици, сликању и клавиру.
Њен отац, генерал Енрике Лојназ дел Кастиљо, познати говорник, учествовао је у такозваном рату мамбиса (Los Mambises) 1895, део борбе за независност против Шпаније и написао је текст и музику за химну која се зове „Himno Invasor“ (Инвазивна химна“), коју многи Кубанци сматрају својом државном химном. Ова породична атмосфера имала је значајан утицај на њен развој као песникиње. У породици је било и двоје браће, Енрике и Карлос Мануел, као и сестра Флора, сви су имали интересовање за поезију, али је само Дулсе Марија одлучила да своју књижевност учини јавном и објављеном. Већи део свог детињства провела је у блиском контакту са уметношћу и књижевношћу, а формално образовање започела је тек у каснијим годинама. Породица Лојназ није слала своју децу у државне или приватне школе, већ су им образовање обезбедили чланови породице, па су и она и њени сродници образовање стицали кроз приватне часове и самостално истраживање. Дулсе Марија је имала приватне учитеље који су је учили свим врстама часова, међу којима и најомиљенији: клавир и други музички инструменти, сликање и цртање.

### Образовање и рани радови (1920–1927)
Дулсе Марија је, упркос неслужбеном образовању, била веома амбициозна и жељна знања. 1927. године завршила је студије грађанског права на Универзитету у Хавани, где је дипломирала и постала адвокат. Иако није уживала у правној професији, била је посвећена и озбиљна у свом раду, што јој је омогућило да изгради успешну правну каријеру која је трајала до 1961. године. 1944. године, као признање за њен допринос правној области, добила је Орден Гонзалес Лануза, поставши прва жена којој је додељена ова част на Куби.
Међутим, књижевност је била њена права страст. Године 1919, са само 17 година, објавила је своје прве песме „Invierno de almas“ („Зима душа“) и „Vesperal“ („Весперал)“, које су се појавиле у новинама „La Nación“ у Хавани. У тим раним годинама већ је почела да развија свој јединствени песнички израз, који је комбиновао лирске елементе са дубоком интроспекцијом. Током 1920-их година, њени радови су постајали све присутнији у кубанској литератури, а њено име постајало је све препознатљивије међу литерарним круговима.

### Први велики утисци и путовања (1928–1937)
Године 1928. Дулсе Марија је започела рад на свом првом роману „Jardín“ („Двориште“), који је завршила 1935. године, а први пут је објављен 1951. године у Мадриду. Овај роман представља кључни тренутак у њеном књижевном развоју и истовремено је оличење њене песничке естетике и филозофије.
Током 1929. године, заједно са мајком и сестром, отпутовала је на Блиски исток, где су посетиле Турску, Сирију, Либију, Палестину и Египат. Посебно значајно за песникињу било је њено искуство посете Египту, где је обишла Тутанкамонову гробницу у Луксору. Овај тренутак оставио је дубок утисак на Дулсе Марију и постао инспирација за једну од њених најпознатијих песама, „Carta de Amor al Rey Tut-Ank-Amen“ („Љубавно писмо краљу Тутанкамону“), које је написала под утицајем историјског и романтичног оквира.
Током тридесетих година прошлог века, кућа у којој је Дулсе Марија живела у Хавани постала је место окупљања уметника, интелектуалаца и писаца. Често су долазили уметници као што су Федерико Гарсија Лорка, Хуан Рамон Хименес, Габријела Мистрал и Алехо Карпентeр, с којима је размењивала идеје и дискутовала о књижевности, филозофији и уметности.

### Службени и уметнички рад (1937–1961)
Године 1937. Дулсе Марија се удала за свог рођака Енрикеа де Кесада Лојназа. Исте године, њена песма „Canto a la Mujer Estéril“ („Песма о стерилној жени“) објављена је у часопису „Revista Bimestre Cubana“, а песма је постала један од најважнијих дела у њеном опусу. Песма истражује дубоку емоционалну борбу жене коју је судбина спречила да постане мајка.
1938. године, њена прва збирка песама, „Versos“ („Стихови“ ) (1920–1938), била је објављена у Хавани, а песме из ове збирке истражују многе аспекте природе и унутрашњих емоција. Исте године објављује ,,Carta de Amor al Rey Tut- Ank-Amen’’ у часопису „Grafos“.
1943. године донета је коначна пресуда којом се она разводи од свог супруга Енрикеа де Кесада Лојназа.
Међутим, 1940-их и 1950-их година, осим поезије, Дулсе Марија је била активна и као писац хроника и есеја. Она путује кроз неколико јужноамеричких земаља и одатле 1946. године пише хронике које се објављују у хаванским новинама „El País”, под називима „Impresiones de un cronista” („Утисци хроничара”) и „Crónicas de América del Sur” („Хронике Јужне Америке”). У Монтевидеу упознаје уругвајску песникињу Хуану де Ибарбуру, која хвали њене песме и чита их у радијском програму. Након тога, исте године, 8. децембра удаје се за канарског новинара Пабла Алвареза де Канаса.
1947. године на Канарским острвима излази друго издање њене збирке ,,Versos’’. Исте године објављује своју књигу ,,Juegos de agua’’ („Игре на води“).
1948. године почела је да објављује друштвене хронике у новинама „El País”, у рубрици „El Succès de la Semana’’ (Успех недеље’’), где су се појавиле под потписом Пабла Алвареза де Канаса. Објавила је у Шпанији песму у прози „Las cuatro estaciones de San Martín de Loynaz“(Четири годишња доба Сан Мартин де Лојназа’’).
1950. године 10. августа држи предавање о својој поезији, у Летњој школи Универзитета у Хавани. Одређена је за почасног члана Института за хиспанску културу. Исте године излази и треће издање њене књиге ,,Versos’’ и појављује се у Шпанији. Она је у Хавани објавила аргумент под насловом ,,Las corridas de toros en Cuba’’ (Борбе бикова на Куби“), против успостављања ове врсте спектакла у земљи.
1951. године је њен лирски роман ,,Jardín’’ објављен у Мадриду и на Куби чланци „Al César lo que es del César" („Цезару оно што припада Цезару“), „Poetessas de América" („Песникиње Америке“), „Mujer entre dos islas" („Жена између два острва“) и „El último rosario de la reina" („Краљичина последња бројаница“).
1953. године у Шпанији објављује „Carta de Amor al Rey Tut- Ank-Amen“ и ,,Poemas sin Nombre’’(Песме без имена’’).
1954. године објављује серију чланака под називом ,,Crónicas de ayer’’ (Хронике јучерашњег дана’’) и ,,Entre dos Primaveras’’ (Између два пролећа’’) у хаванским новинама ,,Excelsior’’ и ,,El País’’.
1955. године у Мадриду излази ,,Obra Lírica’’ (Лирско Дело’’) које обједињује њене до сада објављене књиге поезије. Институт Editoriale Cisalpino из Милана објављује њену књигу ,,Poemas sin Nombre’’ на италијанском језику.
1958. године у Мадриду објављује књигу ,,Un verano en Tenerife’’ (Лето на Тенерифима’’), које је описала речима ,,најбоље које сам икада написала’’ , и своју дугачку песму ,,Últimos días de una casa‘’ („Последњи дани једне куће“).
1959. године по договору општине, улица у Санта Круз де Тенерифе је означена њеним именом.

### Врхунац признања, каснији живот и награде (1962–1997)
Почетком 1960-их, Дулсе Марија је напустила правну професију и потпуно се посветила књижевном стваралаштву.
Током 1962. године, њен есеј о чилеанској песникињи Габријели Мистрал, под називом ,,Un recuerdo lírico" (Лирско сећање") био је уврштен у издање њених комплетних песама, што је била значајна тачка у њеној каријери.
1963. године 10. фебруара, њен отац умире у Хавани.
1966. године 29. маја, у Хавани умире њен брат, познати песник Енрике Лојназ Муњоз.
1974. године 3. августа њен супруг Пабло Алварез де Канас, умире у Хавани.
1983. године 20. октобра добија медаљу Алеха Карпентера, коју додељују Државни савет и Министарство културе Републике Кубе.
Године 1987. добила је Националну награду за књижевност, једно од најважнијих признања у кубанској књижевности. Њена породична библиотека и лични предмети поклоњени су за стварање музеја у Пинар дел Рио, који је посвећен промовисању њеног рада и рада њене браће и сестре.
1988. године 20. октобра Државни савет Републике Кубе јој додељује Орден Феликса Варела првог степена, највише културно одликовање које се додељује у земљи.
1990. године 19. фебруара у Пинар дел Рио је свечано отворен Хнос центар за промоцију и развој књижевности, чији је циљ проучавање дела писаца породице Лојназ и промоција нових писаца. 23. новембра добила је Штит Пинарењо, највише одликовање покрајине.
1992. године је добила „Награда Сервантес“ као признање за њен изузетан допринос светској књижевности. Следеће године, отпутовала је у Шпанију где је лично преузела ову награду од шпанског краља Хуан Карлос I. Том приликом, добила је и Орден Изабеле Католичке и Признање Федерико Гарсија Лорка.
1994. године у октобру месецу, Савез студената универзитета и Савез младих комуниста додељују јој Дипломе признања за изузетан допринос националној култури.
1997. године у марту је њено здравствено стање веома деликатно. У рано јутро 27. априла преминула је у својој резиденцији у Ведаду. Сахрана се одржала следећег јутра. У децембру, добила је, post mortem, диплому признања за четрдесетогодишњицу ,,Un verano en Tenerife“ (Лето на Тенерифима“).

## Дела
Поезија Дулсе Марије обухвата готово цео 20. век. Иако је стварала током дугог временског периода, њен опус није обиман. Хуан Луис Панеро често истиче да је највећа услуга коју се може учинити једном песнику добра антологија. Управо на тај начин су нам њена дела и пренета – у облику антологије коју је сама ауторка пажљиво одабрала и прочистила, како би избегла критику која би могла донети неповољан исход. О свом приступу писала је: „Не поистовећујем се с делом и уништила сам много више него што сам сачувала, јер сам уништила све оно за шта сам веровала да треба уништити, а тога је било више него онога што је требало оставити“.

### Роман
Роман Jardín Дулсе Марије истиче се као ремек-дело кубанске књижевности. Ово дело истражује филозофске, егзистенцијалне и друштвене теме кроз богат симболизам и поетски језик, док протагониста Барбара представља универзални симбол женског отпора и слободе.

#### Лирски стил и симболизам
Лирски стил писања у роману има двоструку функцију: обогаћује естетику и продубљује филозофске и емоционалне димензије романа. Лојназ користи симболику природе, посебно баште и месеца, да представи дуалност живота и смрти, као и унутрашње сукобе главне јунакиње Барбаре. Башта није само место радње, већ и метафорички простор који одражава Барбарину интроспекцију и потрагу за смислом.
Тропски језик (Троп (књижевност)) доприноси спајању стварног и апстрактног. На пример, башта симболизује Барбарин унутрашњи свет, њене конфликте и њену духовну потрагу. Ово наглашава како је природа у роману активна сила која обликује радњу и унутрашњи живот ликова. Природа у роману није само пасивна сценографија већ активни учесник, истовремено тајанствена и силовита, симболички повезана са судбином и пролазношћу.

#### Феминистички аспекти
Барбара је снажан симбол отпора према патријархалним нормама и традиционалним улогама жена. Њена изолација унутар баште није знак слабости, већ акт слободе и побуне против друштвених очекивања. Роман истражује како жене траже своју слободу и идентитет у друштву које их спутава.
Кроз лик Барбаре, Лојназ нуди феминистичку реконструкцију женских улога. Барбара није сведена на улогу мајке или жене у традиционалном смислу, већ се трансформише у самосталну, независну жену. Башта, као симбол плодности и унутрашње снаге, додатно наглашава њену борбу за личну аутономију и ослобађање од стега традиције.

#### Тематске дуалности
Роман гради дијалог између неколико кључних супротности, стварајући динамичан тематски оквир:
1. Цивилизација наспрам природе: Барбарина изолација у башти супротстављена је ограничењима урбаног друштва. Башта постаје њен азил и симбол њене унутрашње слободе.[8]
2. Женственост наспрам феминизма: Конфликт између традиционалних представа женствености и феминистичких вредности изражен је кроз Барбарину борбу са друштвеним стереотипима.[8]
3. Појединац наспрам колектива: Барбара наилази на дилему између својих личних жеља и друштвених обавеза, што отвара питање слободе избора. Она се суочава са питањем да ли треба да следи индивидуалне жеље или да се прилагоди друштвеним нормама.[8]
4. Слобода наспрам ограничења: Роман истражује како друштвене и породичне норме ограничавају појединца, Барбара жели да се ослободи, али је у истом тренутку свесна да је окружење у којем живи обавезује и ограничава.[8]

#### Улога сећања и времена
Лојназ користи сећање као кључни мотив за истраживање односа прошлости и садашњости. Барбара кроз своја сећања на детињство и прошла искуства преиспитује садашњи тренутак. Овај дијалог са прошлошћу додатно компликује наратив и позива читаоца на интроспекцију.
Прошлост је представљена као идеализован контраст бруталној садашњости, док носталгија постаје алат којим се Барбара брани од притисака савременог друштва. Овај елемент романа наглашава како прошлост може обликовати личну стварност и помоћи у превазилажењу изазова у садашњем животу.

#### Природа као књижевно средство
Природа, и посебно башта, играју кључну улогу у развоју радње и карактеризацији ликова. Башта није само физички простор већ и рефлексија Барбариног унутрашњег стања. Њена хаотичност и дивља лепота симболизују Барбарин унутрашњи немир и слободу.
Симболика тла и природног циклуса додатно наглашава теме живота, смрти и пролазности. Тло је повезано са животним циклусом, док башта као целина представља паралелу Барбарином духовном развоју. Природа у роману није статична, већ жива и променљива, обликујући ликове и њихове односе према свету.

### Разгледнице из Хаване: Дулсе Марија Лојназ — Ненси Морехон
Анализа урбане топографије у песништву Дулсе Марије Лојназ и Ненси Морехон пружа увид у начин на који ове две песникиње приказују град Хавану, који постаје симбол сложеног односа између прошлости, садашњости и идентитета. Лојназ и Морехон, иако долазе из различитих историјских, друштвених и идеолошких позадина, користе град као кључни мотив, али га приказују на различите начине.
Лојназ, песникиња из аристократске породице, у својој поезији чини Хавану местом носталгије и губитка. Њен град је простор богате прошлости, препун сећања на златне дане пре револуције. За њу, Хавана је место које симболизује луксуз, елеганцију и хармонију између природе и архитектуре. У њеним песмама, природа — море, плаже, планине — постаје симбол безвремености, док су градови и куће често приказани као места губитка. Хавана у њеним стиховима није само физички град, већ и метафора за изгубљени рај, кроз који песникиња изражава носталгију за прошлим временима.
Насупрот томе, Морехон користи савремени језик и фокусира се на свакодневни живот у Хавани. Њен приступ је ангажован и политичан, са посебним нагласком на афрокубанску традицију и борбе у савременој Куби. Хавана у песмама Морехон није место гламура и богатства, већ град у којем се свакодневно боре обични људи, често суочени са сиромаштвом и друштвеном неправдом. У њеним стиховима, град постаје симбол отпора, а сиромашне четврти које нису део формалних мапа постају интегрални део идентитета града. Морехон кроз песме о реци Мартин Перес и другим местима Хаване оживљава прошлост афричких предака и повезује је са садашњим животима кубанских грађана, градећи мост између историје и свакодневице.
Иако се ове две песникиње разликују у естетском и идеолошком приступу, њихов рад показује како град може бити више од само физичког простора. Хавана постаје симбол, носилац културног, историјског и емотивног идентитета. Лојназ кроз своје носталгичне приказе прошлости, а Морехон кроз приказе борбе и отпора, приказују како се град може обликовати кроз гласове својих становника. На тај начин, Хавана у њиховим песмама постаје не само место у географском смислу, већ и дубоко симболичан простор, у којем се одражавају борбе, сећања, идентитети и културне тежње.
Кроз њихову поезију, Хавана није само књижевна сцена, већ и лик сам по себи — град који живи кроз речи својих песника и постаје симбол културног и друштвеног идентитета.